# Kombinacja norweska na Mistrzostwach Świata w Narciarstwie Klasycznym 1982
Zawody w kombinacji norweskiej na XXI Mistrzostwach świata w narciarstwie klasycznym odbyły się w dniach 19–26 lutego 1982 w norweskim Oslo.
Były to pierwsze mistrzostwa świata, na których rozegrano zawody drużynowe.

## Wyniki

### K 90/15 km
- Data 19 lutego 1982

| Medal | Zawodnik          | Narodowość | Wynik   |
| ----- | ----------------- | ---------- | ------- |
|       | Tom Sandberg      | Norwegia   | 426,600 |
|       | Konrad Winkler    | NRD        | 426,560 |
|       | Uwe Dotzauer      | NRD        | 426,455 |
| 4     | Jouko Karjalainen | Finlandia  | 422,835 |
| 5     | Gunter Schmieder  | NRD        | 422,320 |
| 6     | Thomas Müller     | RFN        | 418,400 |
| 7     | Jorma Etelälahti  | Finlandia  | 418,080 |
| 8     | Andreas Langer    | NRD        | 416,460 |
| 9     | Hubert Schwarz    | RFN        | 412,885 |
| 10    | Rauno Miettinen   | Finlandia  | 411,510 |

### Sztafeta 3 × 5 km
- Data 26 lutego 1982

| Medal | Zawodnik                                               | Narodowość | Wynik   |
| ----- | ------------------------------------------------------ | ---------- | ------- |
|       | Uwe Dotzauer Gunter Schmieder Konrad Winkler           | NRD        | 1295,92 |
|       | Jouko Karjalainen Rauno Miettinen Jorma Etelälahti     | Finlandia  | 1243,60 |
|       | Hallstein Bøgseth Espen Andersen Tom Sandberg          | Norwegia   | 1243,60 |
| 4     | Hermann Weinbuch Thomas Müller Hubert Schwarz          | RFN        | 1201,14 |
| 5     | Siergiej Czerwiakow Sergiej Szarikow Aleksandr Majorow | ZSRR       | 1191,36 |
| 6     | Ernst Beetschen Karl Lustenberger Walter Huschler      | Szwajcaria | 1122,50 |